# Temporada 1998-99 de los Milwaukee Bucks
La temporada 1998-99 fue la trigésimoprimera de los Milwaukee Bucks en la NBA. La temporada regular acabó con 28 victorias y 22 derrotas, ocupando el séptimo puesto de la Conferencia Este, clasificándose para los playoffs, en los que perdió en primera ronda ante los Indiana Pacers. Debido a un cierre patronal, la temporada regular comenzó el 5 de febrero de 1999 y se redujo de 82 partidos a 50.

## Elecciones en elDraft
| Ronda | Puesto | Jugador       | Posición  | Nacionalidad   | Universidad  |
| ----- | ------ | ------------- | --------- | -------------- | ------------ |
| 1     | 9      | Dirk Nowitzki | Ala-Pívot | Alemania       |              |
| 1     | 19     | Pat Garrity   | Ala-Pívot | Estados Unidos | Notre Dame   |
| 2     | 39     | Rafer Alston  | Base      | Estados Unidos | Fresno State |

## Temporada regular
| División Central    | División Central | División Central | División Central | División Central | División Central | División Central | División Central | División Central |
| Equipo              | G                | P                | %                | PD               | Casa             | Fuera            | Div              |                  |
| ------------------- | ---------------- | ---------------- | ---------------- | ---------------- | ---------------- | ---------------- | ---------------- | ---------------- |
| y-Indiana Pacers    | 33               | 17               | .660             | -                | 18–7             | 15–10            | 15-7             |                  |
| x-Atlanta Hawks     | 31               | 19               | .620             | 2                | 16-9             | 15–10            | 15–8             |                  |
| x-Detroit Pistons   | 29               | 21               | .580             | 4                | 17–8             | 11–14            | 13–11            |                  |
| x-Milwaukee Bucks   | 28               | 22               | .560             | 5                | 17–8             | 11–14            | 13–11            |                  |
| Charlotte Hornets   | 26               | 24               | .520             | 7                | 16–9             | 10–15            | 12–10            |                  |
| Toronto Raptors     | 23               | 27               | .460             | 10               | 14–11            | 9–16             | 9–14             |                  |
| Cleveland Cavaliers | 22               | 28               | .440             | 11               | 15–10            | 7–18             | 9–13             |                  |
| Chicago Bulls       | 13               | 37               | .260             | 20               | 8–17             | 5–20             | 4–19             |                  |

## Playoffs

### Primera ronda
Indiana Pacers vs. Milwaukee Bucks
| Fecha      | Partido                                 | Ciudad       |
| ---------- | --------------------------------------- | ------------ |
| 9 de mayo  | Indiana Pacers 110, Milwaukee Bucks 88  | Indianapolis |
| 11 de mayo | Indiana Pacers 108, Milwaukee Bucks 107 | Indianapolis |
| 13 de mayo | Milwaukee Bucks 91, Indiana Pacers 99   | Milwaukee    |
|            | Indiana Pacers gana las series 3-0      |              |

## Estadísticas

### Temporada regular
| Jugador          | PJ | PT | MPP  | %TC  | %3P   | %TL  | RPP | APP | ROB | TPP | PPP  |
| ---------------- | -- | -- | ---- | ---- | ----- | ---- | --- | --- | --- | --- | ---- |
| Glenn Robinson   | 47 | 47 | 33.6 | 45.9 | 39.2  | 87.0 | 5.9 | 2.1 | 1.0 | 0.9 | 18.4 |
| Ray Allen        | 50 | 50 | 34.4 | 45.0 | 35.6  | 90.3 | 4.2 | 3.6 | 1.1 | 0.1 | 17.1 |
| Sam Cassell      | 4  | 0  | 24.8 | 40.9 | 33.3  | 94.7 | 2.3 | 4.3 | 1.5 | 0.0 | 13.8 |
| Terrell Brandon  | 15 | 14 | 33.7 | 40.9 | 25.0  | 83.9 | 3.5 | 6.9 | 1.6 | 0.2 | 13.5 |
| Dell Curry       | 42 | 0  | 20.6 | 48.5 | 47.6  | 82.4 | 2.0 | 1.1 | 0.9 | 0.1 | 10.1 |
| Tyrone Hill      | 17 | 17 | 30.4 | 42.4 | 0.0   | 56.8 | 7.9 | 1.0 | 1.1 | 0.5 | 8.6  |
| Tim Thomas       | 33 | 26 | 18.9 | 49.5 | 32.7  | 61.4 | 2.8 | 0.9 | 0.7 | 0.3 | 8.5  |
| Armen Gilliam    | 34 | 5  | 19.6 | 45.3 | 0.0   | 78.2 | 3.7 | 0.6 | 0.6 | 0.4 | 8.3  |
| Haywoode Workman | 29 | 29 | 28.1 | 42.9 | 36.2  | 78.7 | 3.5 | 5.9 | 1.1 | 0.0 | 6.9  |
| Chris Gatling    | 30 | 1  | 16.5 | 48.2 | 14.3  | 36.2 | 3.8 | 0.7 | 0.8 | 0.2 | 6.3  |
| Vinny Del Negro  | 48 | 7  | 22.8 | 42.2 | 43.3  | 80.0 | 2.1 | 3.6 | 0.7 | 0.1 | 5.9  |
| Robert Traylor   | 49 | 43 | 16.0 | 53.7 | 0.0   | 53.8 | 3.7 | 0.8 | 0.9 | 0.9 | 5.3  |
| Ervin Johnson    | 50 | 7  | 20.5 | 50.8 | 0.0   | 61.0 | 6.4 | 0.4 | 0.6 | 1.1 | 5.1  |
| Michael Curry    | 50 | 4  | 22.9 | 43.7 | 6.7   | 79.7 | 2.2 | 1.6 | 0.8 | 0.1 | 4.9  |
| Elliot Perry     | 5  | 0  | 9.4  | 52.9 | 100.0 | 50.0 | 1.6 | 2.4 | 0.8 | 0.0 | 4.0  |
| Scott Williams   | 5  | 0  | 5.8  | 33.3 | 0.0   | 57.1 | 2.4 | 0.0 | 0.2 | 0.2 | 2.8  |
| Jerald Honeycutt | 3  | 0  | 4.0  | 40.0 | 0.0   | 50.0 | 0.3 | 0.0 | 0.3 | 0.0 | 1.7  |
| Adonis Jordan    | 4  | 0  | 4.5  | 50.0 | 0.0   | 50.0 | 0.0 | 0.8 | 0.8 | 0.0 | 1.5  |
| Paul Grant       | 2  | 0  | 2.5  | 50.0 | 0.0   | 0.0  | 0.0 | 0.0 | 0.5 | 0.0 | 1.0  |
| Jamie Feick      | 2  | 0  | 1.5  | 0.0  | 0.0   | 0.0  | 1.0 | 0.0 | 0.0 | 0.0 | 0.0  |

### Playoffs
| Jugador          | PJ | PT | MPP  | %TC  | %3P  | %TL   | RPP | APP | ROB | TPP | PPP  |
| ---------------- | -- | -- | ---- | ---- | ---- | ----- | --- | --- | --- | --- | ---- |
| Ray Allen        | 3  | 3  | 40.0 | 53.2 | 47.4 | 61.5  | 7.3 | 4.3 | 1.0 | 0.3 | 22.3 |
| Glenn Robinson   | 3  | 3  | 39.3 | 41.2 | 50.0 | 88.9  | 8.3 | 1.7 | 1.0 | 0.7 | 20.7 |
| Sam Cassell      | 3  | 3  | 34.0 | 50.0 | 0.0  | 87.5  | 2.0 | 8.7 | 1.0 | 0.0 | 15.3 |
| Tim Thomas       | 3  | 3  | 20.0 | 44.4 | 0.0  | 58.3  | 4.0 | 0.3 | 0.3 | 0.3 | 7.7  |
| Michael Curry    | 3  | 0  | 19.7 | 58.3 | 0.0  | 100.0 | 1.3 | 1.0 | 0.7 | 0.3 | 6.7  |
| Armen Gilliam    | 3  | 0  | 11.7 | 40.0 | 0.0  | 100.0 | 1.7 | 0.3 | 0.7 | 0.3 | 5.7  |
| Robert Traylor   | 3  | 1  | 15.0 | 77.8 | 0.0  | 50.0  | 4.0 | 0.7 | 0.7 | 1.3 | 5.3  |
| Ervin Johnson    | 3  | 2  | 30.7 | 46.2 | 0.0  | 50.0  | 6.0 | 0.3 | 0.7 | 1.7 | 4.3  |
| Haywoode Workman | 3  | 0  | 17.7 | 36.4 | 0.0  | 83.3  | 1.0 | 2.3 | 1.0 | 0.0 | 4.3  |
| Dell Curry       | 3  | 0  | 16.3 | 13.3 | 12.5 | 100.0 | 1.3 | 0.3 | 1.0 | 0.0 | 3.0  |
| Chris Gatling    | 2  | 0  | 6.0  | 0.0  | 0.0  | 0.0   | 1.5 | 0.0 | 0.5 | 0.0 | 0.0  |